# Stripy
Stripy je crtani film talijanskih autora Guida Manulija i Bruna Bozzetta, izdan 1984. godine u Švicarskoj, u trinaest nastavaka od kojih svaki traje šest minuta.
Glavni lik, Stripy, neobična je životinja velikih ušiju i dugog nosa poput trube, kojem glas, tj. smijeh, daje Carlo Bonomi. Likovi ništa ne govore, a radnja je otprilike ista u svakom nastavku. Stripy je najpoznatiji po svojim uvijek vodoravnim prugama i urnebesnom smijehu, kojim izluđuje mrzovoljnog cirkuskog putnika, da bi na kraju i njega natjerao u provalu smijeha.

## Vanjske poveznice
BrUnO BoZzEttO - Stripy  Arhivirana inačica izvorne stranice od 13. studenoga 2006. (Wayback Machine) (engl.) sa stranice Bruna Bozzeta 

Stripy na IMDb-u 

Stripy (Series) @ The Big Cartoon DataBase (engl.) 